# Bonbruck
Bonbruck ist ein Gemeindeteil von Bodenkirchen im niederbayerischen Landkreis Landshut.

## Geographie
Das Pfarrdorf liegt circa eineinhalb Kilometer nördlich von Bodenkirchen und ist über die Kreisstraße LA 47 zu erreichen. 

## Geschichte
Im Zuge der Gebietsreform schlossen sich am 1. April 1971 die Gemeinden Aich, Binabiburg, Bodenkirchen und Bonbruck freiwillig zur Großgemeinde Bodenkirchen zusammen.

## Baudenkmäler
- Katholische Pfarrkirche Mariä Himmelfahrt
- Schloss Bonbruck

## Bildung und Erziehung
- Sonderpädagogisches Förderzentrum Bonbruck
- Kindergarten St. Wolfgang in Bonbruck

## Söhne und Töchter
- Karl Hausberger (1944–2024), katholischer Theologe und Professor